# Coturnix
Препелица (лат. Coturnix) је род птица из породице фазанки. Све су врсте мале и имају тело округлог облика. Кљунови су им малени и кратки.
Овај род има осам живих врста. У 19. веку врста Coturnix novaezelandiae је искорењена. Фосилна врста из касног олигоцена и касног миоцена југозападне и средње Европе уписана је као лат. Coturnix gallica. Такође, постоји још једна врста, лат. Coturnix donnezani, која је живела у Европи током раног плиоцена и раног плеистоцена.

## Врсте
- Кинеска препелица
- Кишна препелица
- Обична препелица
- †Канарска препелица (Coturnix gomerae) - фосил
- Јапанска препелица
- †Новозеландска препелица (Coturnix novaezelandiae) - изумрла
- Аустралијска препелица
- Тасманијска препелица
- Афричка плава препелица
- Харлекин препелица